# Georgina (Szczukina)
Georgina, imię świeckie Walentina Szczukina (ur. 14 listopada 1931 w Leningradzie, zm. 6 lutego 2022) – rosyjska mniszka prawosławna, przełożona Monasteru Gornieńskiego.

## Życiorys
Pochodziła z Leningradu, w czasie blokady miasta w czasie II wojny światowej straciła oboje rodziców. Pracowała zarobkowo w stołówce, a następnie jako konserwatorka w centralnym archiwum historycznym. W wieku osiemnastu lat została posłusznicą w Monasterze Piuchtickim, gdzie pełniła obowiązki regentki chóru i ekonomki. W latach 1955–1968 przebywała w monasterze św. Marii Magdaleny w Wilnie. 7 kwietnia 1968, po powrocie do macierzystego klasztoru, złożyła wieczyste śluby mnisze.
W 1989 została przeniesiona do reaktywowanego monasteru św. Jana Rylskiego w Petersburgu, gdzie w 1991 otrzymała godność ihumeni. W 1992 została przełożoną Monasteru Gornieńskiego.
W 2011 odznaczona krzyżem patriarszym.
W 2020 r. została przeniesiona w stan spoczynku i mianowana honorową przełożoną Monasteru Gornieńskiego.
Zmarła w 2022 r. Pochowana na cmentarzu Monasteru Gornieńskiego.